# Leitneria floridana
Genre
Espèce
Classification phylogénétique
Statut de conservation UICN

 NT  : Quasi menacé
Leitneria floridana est une espèce des petits arbres résineux, à feuilles caduques, originaires du sud-est des États-Unis. C'est la seule espèce du genre Leitneria. Elle appartient à la famille des Leitneriaceae selon la classification classique, ou à celle des Simaroubaceae selon la classification phylogénétique.

### Leitneria
- (en) Flora of North America : Leitneria
- (en) Flora of Missouri : Leitneria
- (fr + en) ITIS : Leitneria  Chapman
- (en) NCBI : Leitneria (taxons inclus)
- (en) GRIN : genre Leitneria  Chapm. (+liste d'espèces contenant des synonymes)

### Leitneria floridana
- (en) Flora of North America : Leitneria floridana
- (en) Flora of Missouri : Leitneria floridana
- (en) Catalogue of Life : Leitneria floridana Chapm. (consulté le 16 décembre 2020)
- (fr + en) ITIS : Leitneria floridana  Chapman
- (en) NCBI : Leitneria floridana (taxons inclus)
- (en) UICN : espèce Leitneria floridana Chapm., 1860 (consulté le 22 mai 2015)
- (en) GRIN : espèce Leitneria floridana  Chapm.